# La missione di fratello Cadfael
La missione di fratello Cadfael (The Potter's Field) è un giallo storico di ambientazione medievale, scritto dall'autrice britannica Ellis Peters. Si tratta del diciassettesimo romanzo in cui indaga il monaco benedettino Fratello Cadfael. Pubblicato per la prima volta in lingua originale nel 1989 è arrivato nelle librerie italiane nel 2001, tradotto da Elsa Pelitti.

## Contesto storico
La serie di Fratello Cadfael si svolge durante il periodo dell'anarchia inglese. Ossia quel ventennio in cui Re Stefano e l'Imperatrice Maud si diedero battaglia per il trono d'Inghilterra. 
Alla fine del 1142 Stefano aveva perso una grande opportunità di porre fine alle ostilità con l'Imperatrice quando, nel corso dell'assedio di Oxford, ella era riuscita a fuggire, mettendosi in salvo con i suoi sostenitori. Questo romanzo si svolge nel 1143 e in quell'anno, tra le iniziative di Re Stefano vi è il tentativo di fortificare la città e l'abbazia di Wilton, nel Wiltshire. Tuttavia egli è sorpreso dalle forze di Robert di Gloucester, fratello illegittimo dell'Imperatrice Maud e suo più fedele alleato. Nel corso dell'inattesa battaglia, vinta dalle forze di Robert, alla città e alla sua abbazia viene dato fuoco. Stefano riesce a mettersi in salvo, ma deve abbandonare i propri uomini e tutto ciò che ha con sé.
Quello stesso anno, Geoffrey de Mandeville primo conte di Essex si ribella apertamente alle forze governative, dopo essere stato arrestato in settembre a St Albans per tradimento, e aver perso i suoi possedimenti. Il conte, fin dall'inizio della contesa tra Stefano e Maud, non ha fatto che cambiare lealtà a seconda di chi dei due sembra prevalere. Dopo l'arresto, diventa un fuorilegge, si reca quindi nel Cambridgeshire e si barrica con provviste e forze armate nelle zone paludose che lì si trovano (chiamate Fenland). In particolare, si impossessa dell'Isola di Ely e dell’abbazia di Ramsey, fortificando quest'ultima. L'abbazia, infatti, è un luogo quasi inaccessibile dato che sorge su una penisola con un unico punto di accesso. Intanto de Mandeville depreda le zone circostanti e scaccia i monaci che risiedono nell'abbazia. Stefano provvede quindi a marciare su Cambridge per dare battaglia al conte, ma dopo poche settimane desiste dall'attacco frontale, dato che le fortificazioni sono inaccessibili.
Il conte di Essex muore successivamente, scomunicato, nel settembre 1144, a causa di una ferita riportata il mese precedente durante l’assedio a Burwell.

## Trama
Agosto, campo del vasaio. Il nome del campo deriva dall’occupazione di chi vi ha risieduto per quindici anni con la moglie e che dalla parte più vicina al fiume ricavava l’argilla per i suoi lavori in terracotta. Si dà il caso che l’uomo, Ruald, abbia nel giugno dell’anno precedente deciso di prendere i voti all’abbazia di Shrewsbury abbandonando la moglie. Di lei non si è più saputo nulla, ma le voci ritengono che sia fuggita con il suo amante, dato che lei continua ad essere sposata sebbene il marito si sia fatto monaco.
Fratello Cadfael segue da vicino l’aratura e si verifica una terribile scoperta: viene dissotterrato il corpo, di una donna dai lunghi capelli mori.
La prima tappa delle indagini per lo sceriffo è il castello di Longner. Al nuovo signore, Eudo Blount, Hugh Beringar chiede di indagare tra i propri uomini. Eudo ha una madre gravemente ammalata che non lascia più la sua stanza e un fratello minore, Sulien, che è novizio nella lontana abbazia di Ramsey, nel Cambridgeshire. 
Intanto è proprio Sulien Blount ad arrivare improvvisamente all’abbazia, portando tremende notizie. 
Ma Cadfael comincia a sospettare che tutta la faccenda nasconda qualche segreto e a sospettare che Sulien sappia molto più di quanto non abbia detto sulla donna rinvenuta nel campo e mette a parte delle sue teorie anche Hugh Beringar.
Alla fine di novembre, pochi giorni dopo il ritorno dello sceriffo dalla campagna militare, tutta la verità su quello che è avvenuto nel campo del vasaio viene alla luce, riportando infine la serenità all’abbazia.

## Riferimenti ad altri romanzi di Fratello Cadfael
- Nigel Aspley, uno dei personaggi del libro Il novizio del diavolo, viene avvistato da fratello Cadfael mentre si avvia al seguito di Hugh Beringar per dare aiuto alle forze di Re Stefano contro il conte di Essex.
- Viene nuovamente menzionata l’avventura di fratello Cadfael nel primo romanzo La bara d’argento. Il 3 novembre infatti si celebra Santa Winifred, sebbene la traslazione delle spoglie venga festeggiata in giugno.

## Adattamento televisivo
Nella serie televisiva britannica Cadfael – I misteri dell’abbazia, prodotta dalla ITV, ogni episodio è la trasposizione di uno dei romanzi che hanno come protagonista il monaco benedettino. La missione di fratello Cadfael è stato adattato come secondo episodio della quarta stagione, intitolato Il campo del vasaio (o anche Il segreto del vasaio).

## Edizioni italiane
- Ellis Peters, La missione di fratello Cadfael, traduzione di Elsa Pelitti, collana: La gaja scienza, n° 629, Milano, Longanesi & C., 2001,  p. 211, ISBN 88-304-1844-7.
- Ellis Peters, La missione di fratello Cadfael, traduzione di Elsa Pelitti, copertina di Ezio Rolle, Milano, TEA, 2003,  p. 211, ISBN 88-502-0282-2.
- Ellis Peters, La missione di fratello Cadfael, traduzione di Elsa Pelitti, Milano, Mondolibri, 2001.